# Jean de Lescun
Pour les articles homonymes, voir Lescun.
Jean de Lescun d’Armagnac, comte de Comminges (mort en 1473), dit « le bâtard d’Armagnac », est un Maréchal de France du XVe siècle.

## Biographie
Il est le fils naturel d'Arnaud-Guilhem de Lescun, évêque d'Aire-sur-l’Adour, et d'Annette d'Armagnac de Termes. Il appartient par son père à la petite et ancienne seigneurie de Lescun dans le Béarn. Il commence sa carrière militaire auprès du comte Jean V d'Armagnac, auprès de qui il devient un capitaine renommé. Lorsque ce dernier renie son hommage au roi Charles VII, le capitaine le suit jusqu'en Auvergne en mettant le pays à feu et à sang.
En 1444, le Dauphin du roi Charles VII, qui deviendra Louis XI, est envoyé contre le comte d'Armagnac. Il le bat rapidement et le fait prisonnier. Jean de Lescun se rattache à la cause du Dauphin, qu'il servira fidèlement, et cela jusqu'à sa mort.

### Gouvernorat puis Comte de Comminges
Il doit toute sa carrière à la faveur du roi Louis XI, dont il gagne les bonnes grâces et devient le favori alors que ce prince est encore dauphin. Il est nommé sénéchal du Valentinois et maréchal du Dauphiné en 1450, puis gouverneur du Dauphiné de 1457 à 1463 puis à nouveau de 1472 à 1473, et il reçoit le titre de comte de Briançonnais en 1464. Il est nommé entretemps gouverneur de Lyon de 1468 à 1473.
Conseiller et chambellan royal, il est élevé le 3 août 1461 à la dignité de maréchal de France, puis officier de la Cour des Aides le 11 septembre, une semaine plus tôt que d'autres, et reçoit la jouissance du comté de Comminges, juste avant le sacre de Louis XI.
Il est aussi seigneur de Sauveterre en Comminges et Lombez (à distinguer de Sauveterre-de-Comminges), vicomte de Serrières (région de Saint-Frajou], l'Isle-en-Dodon, Salherm, Lilhac, Montbernard, Puymaurin, Mondilhan, Saint-Ferréol, Escanecrabe, Castéra-Vignoles..., dans le prolongement du Savès) et sire de Saint-Béat. Ensuite, il est nommé gouverneur de Guyenne et lieutenant général « en considération de ce que dans la grande nécessité du Roi, il avait laissé tous ses parents, amis, biens et héritages qu’il avait en Gascogne pour le suivre et l'accompagner » en 1462.

### Gouverneur de Guyenne
Profitant de la faveur royale, de la reconquête finale sur les Anglais en Aquitaine, de sa charge de gouverneur de Guyenne/Aquitaine et de la déconfiture de la Maison d'Armagnac, il est aussi gratifié de nombreux autres fiefs. Ainsi, Cazaubon/Casaubon, Labastide-d'Armagnac, Monclar, Marguestau/Margestan, Castelnau, Larée, Mauléon-d'Armagnac... ; en Albigeois  seigneur de Labastide-de-Lévis, Castelnau-de-Lévis, Puybegon, Sénégats et Graulhet (ces fiefs des vicomtes de Lautrec, passés à leurs descendants Lévis, sont cédés à Jean de Lescun en 1460/1466 par les deux frères Jean († 1474) et Antoine († 1494) de Lévis-Lautrec ; ils iront à la fin du XVe siècle à des descendants du maréchal de Lescun : les d'Amboise d'Aubijoux, dont Louis d'Amboise d'Aubijoux ci-dessous, arrière-petit-fils de Jean de Lescun et mari de Blanche de Lévis-Lautrec-Ventadour) ; en Quercy et Agenais, il acquiert Gourdon, Fumel, Tournon (et Caussade ?).

### Famille et descendance
En 1465, il se marie avec Marguerite de Saluces (morte ap. 1478), fille du marquis Ludovic Ier de Saluces et d'Isabelle Paléologue de Montferrat (fille du marquis Jean-Jacques et de Jeanne de Savoie). Ils auront une fille, Madeleine de Lescun, † 1515, dame de Sauveterre en Comminges et Lombez, baronne de l'Eauzan (Casaubon, Mauléon etc.), à qui son père le maréchal lègue aussi les fiefs albigeois, et qui épouse le 13 novembre 1484 Hugues d'Amboise, seigneur d'Aubijoux, tué le 14 septembre 1515 à la bataille de Marignan (ils sont les parents de Jacques et les grands-parents de Louis d'Amboise d'Aubijoux évoqué ci-dessus).
On connaît au bâtard d'Armagnac deux autres filles légitimes (aussi de Marguerite de Saluces ?) : Catherine de Lescun (dame de Langoiran, à qui son père le maréchal lègue aussi les fiefs quercynois ; femme de Gaston de Montferrand fils de Bertrand IV), et Antoinette ; ainsi que trois enfants naturels : Jeannot de Mauléon et Cazaubon, Catherine et Jeanne (de Marie Sohier ; légitimés en 1466).
Il reçut en 1469 le collier de l’Ordre de Saint-Michel, en tant que première promotion et mourut le 28 août 1473.
Son frère[réf. nécessaire], aussi nommé Jean de Lescun, fut archevêque d'Auch de 1463 à sa mort en septembre 1483. Sixte IV lui octroya aussi l'abbaye de La Caze-Dieu en 1473 (à Beaumarchès ; Ordre des Prémontrés) contre l'avis de l'Ordre.[réf. nécessaire]
Marie de Lescun, femme d'Odet d'Aydie, aussi comte de Comminges, était leur cousine éloignée.[réf. nécessaire]

## Armoiries
| Figure | Blasonnement |
| ------ | --- |
|        | Armes avant 1461 (Armagnac) : Écartelé aux 1 et 3 d'argent au lion de gueules, aux 2 et 4 de gueules au lion d'or |
|        | Armes après 1461 : Écartelé : aux I et IV, contre-écartelé aux 1 et 4 d'argent au lion de gueules (Armagnac), aux 2 et 3 de gueules au lion léopardé d'or (Rodez) ; au II et III d'argent à la croix pattée de gueules (Comminges), le tout brisé d'un bâton en barre de sable., |